# Gavin Stenhouse
Gavin Stenhouse es un actor, músico y fotógrafo británico nacido en Hong Kong en 1986. 

## Filmografía

### Cine
- Skybound (2015)
- The Malay Chronicles: Bloodlines (2011) - Marcus Carpenius

### Series de televisión
- Timeless (2018) - Don Law
- Black Mirror (2016) - Wes (episodio "San Junipero")
- Allegiance (2015) - Alex O'Connor
- Person of Interest (2014) - Detective Jake Harrison (episodio "Last Call")
- American Horror Story: Coven (2013) - Billy (episodio "The Dead")
- Major Crimes (2013) - Jason Dietz (episodio "All In")
- Icónicos (2011) - Nat